# Plestiodon obtusirostris
Plestiodon obtusirostris är en ödleart som beskrevs av  Bocourt 1879. Plestiodon obtusirostris ingår i släktet Plestiodon och familjen skinkar. Inga underarter finns listade i Catalogue of Life.